# Katechizm Rakowski
Katechizm Rakowski – opublikowane w 1605 roku w Rakowie wyznanie wiary braci polskich. Jedno z pierwszych dzieł w Europie głoszące zasadę racjonalizmu i tolerancji religijnej dla wszystkich (inspirowało m.in. Konstytucję Stanów Zjednoczonych).

## Opis

### Tytuł
Tytuł polski Katechizmu brzmi:
Katechizm Zboru tych ludźi, którzy w Królestwie Polskim / y w Wielkim Xięstwie Litewskim, y w innych Państwach do Korony należących / twierdzą i wyznawáią / że nikt inszy, iedno Oćiec Pana naszego Jezusa Christusa / iest onym iedynym Bogiem Izraelskim: á on człowiek J e z u s Nazareński / który się z Panny narodził/ á nie żaden inszy oprocz niego / ábo przed nim / iest jednorodzonym Synem Bożym.
Tytuł łaciński:
Catechesis Ecclesiarum quae in Regno Poloniae et magna Ducatu Lithuaniae, et aliis ad istud Regnum pertinentibus Provinciis, affirmant, neminem alium, praeter Patrem Domini nostri Jesu Christi, esse illum unum Deum Israelis: Hominem autem illum Jesum Nazarenum, qui ex Virginenatus est, nec alium, praeter aut ante ipsum, Dei Filium unigenitum, et agnoscunt et confitentur. Ante annos quatuor Polinicè, nunc verò etiam Latinè edita.

### Historia
Tekst Katechizmu był zbiorowym dziełem braci polskich. Początkowo tekst przygotowywał Faust Socyn, jednak jego śmierć w 1604 roku przerwała tę pracę. Dzieło Socyna kontynuowali: Piotr Stoiński (młodszy), Hieronim Moskorzowski, Jan Völkel i Walenty Smalc. Katechizm napisany został w języku polskim i wydany w 1605 roku, a następnie przetłumaczony przez Hieronima Moskorzowskiego na łacinę i wydany ponownie w 1609 roku. To wydanie było zadedykowane angielskiemu królowi Jakubowi I, co wywołało oburzenie tego władcy, przeciwnego unitarianizmowi. Z tego powodu zakazano w Anglii jego rozpowszechniania, a w 1612 roku książkę publicznie spalono.
Na język niemiecki przetłumaczył Katechizm Walenty Smalc i wydał w 1608 roku. W połowie XVII wieku w Amsterdamie ukazały się przekłady Katechizmu Rakowskiego w języku niderlandzkim i w Londynie w języku angielskim (tłum. Johna Biddle’a).
W 1652 roku Katechizm Rakowski był przedmiotem debaty w parlamencie brytyjskim. 10 lutego zaprezentowano go w Izbie Gmin jako dowód jawnej działalności braci polskich. Izba wyznaczyła komitet dla zbadania sprawy i ukarania winnych, a następnie nakazała spalić wszystkie dostępne egzemplarze. Dokonano tego 6 i 8 kwietnia tegoż roku.
Katechizm, głoszący konieczność racjonalizmu i tolerancji religijnej wywarł znaczny wpływ na Europę Zachodnią. Thomas Jefferson powoływał się na tekst Katechizmu jako jedno ze źródeł Konstytucji Stanów Zjednoczonych. Katechizm wymieniony jest przez UNESCO jako jedno z najważniejszych dzieł w historii ludzkości. W Polsce Katechizm został na długo zapomniany wraz z wygnaniem braci polskich w 1658 roku.

### Cytaty
Powiedziałeś mi wyższej, że Christus z natury swey iest człowiekiem. Izali też nie ma natury Boskiey? Nie ma. Bo się to nie tylko zdrowemu rozumowi, ale y Pismu świętemu przeciwi.
Pokazałeś mi dotąd pewność i doskonałość Pism świętych, proszę ćię pokaż mi też jeśli te Pismá są wszystkim poietne y wyrozumialne. Acz się w nich nieiákie trudnośći náyduią: wszákże są poiętne y wyrozumiálne, zwłaszcza w tych rzeczách, ktore do zbáwienia są potrzebne.

### Katechizm Rakowski Online
"Katechizm Rakowski" z 1605 (egzemplarz z Biblioteki Narodowej) w serwisie Polona

### Edycja współczesna
Pełny tekst Katechizmu Rakowskiego (transkrypcja wydania z 1605)